# Ветвистый цикореус
Ветвистый цикореус или ветвистый мурекс (лат. Chicoreus ramosus) — брюхоногий моллюск из семейства Мурексов. Является одной из наиболее известных и популярных коллекционных морских раковин.
Размеры раковины — 45—327 мм. Раковина большая, крепкая, кубаревидно-веретеновидной формы, с 6 низкими оборотами, разделёнными незаметным швом. Осевая скульптура каждого оборота образована 3-я сильно гофрированными лопастевидными килями, чередующимися с 3 крупными осевыми буграми. Килевые складки могут быть вытянуты вверх в виде разветвлённых веточек, на внутренней стороне лопасти может располагаться фарфоровидная гофрированная кайма розового или оранжевого цвета. Спиральная скульптура образована тонкими резкими рёбрышками, которые покрывают всю поверхность раковины, осевых бугров, килей и рожковидных выростов. На верхних оборотах спиральная скульптура может быть сглаженной или отсутствовать. Устье широкое, округлое, изнутри белое, с широким и длинным сифональным выростом, обрамлённым 3—4 разветвлёнными рожковидными выростами. Колумеллярная губа розовая или оранжевая, вывернутая наружу, фарфоровидная. Наружная губа с длинным, широким, диагонально вытянутым вверх сильно разветвлённым рожковидным выростом в месте, соответствующем уровню плеча оборота раковины, и 5 небольшими разветвлёнными выростами, чередующимися с маленькими, вместе с самым крупным соответствующими последнему осевому килю.
Общая окраска — от белой, бежевой до ярко-оранжевой и буро-чёрной.
Ареал вида — тропический Индо-Тихоокеанский район. Мозамбик, Танзания, Мадагаскар, Красное море, Оманский залив, Альдабра, Маврикий, восточная Полинезия, южная Япония, Квинсленд и Новая Каледония, Австралия, Филиппинские острова.
Моллюск обитает на глубине 2—4 метра на коралловых рифах. Хищник.